# Адаптація (маркетинг)
Адаптація в маркетингу — маркетингова стратегія на ринку.
Адаптація до ринку — комплекс маркетингових заходів, реалізовуваних виробником продукції з метою проникнення на новий ринок або збереження колишніх позицій на ринку за зміни кон'юнктури.
Адаптація комунікації — глобальна комунікаційна стратегія повної адаптації рекламних повідомлень до місцевих ринків.
Адаптація товару — адаптація товару з тим, щоб він відповідав місцевим умовам або потребам зарубіжних ринків.
Всесвітня адаптація — найдорожча стратегія, передбачає пристосування товару до вимог кожного окремого національного ринку. Так, відсутність у межах Європейського Союзу єдиних технічних норм нерідко призводить до виробництва одного і того ж товару в численних варіантах.
Адаптація на основних ринках — зосередження на найсприятливіших для компанії цільових ринках і модифікація маркетингового комплексу, передусім товару, згідно з вимогами та уподобаннями цих ринків.
Природа самих товарів диктує доцільність вибору між стандартизацією та адаптацією.

## Адаптація товару
Адапта́ція това́ру передбачає внесення відповідних змін до споживчих цінностей товару внаслідок впливу специфічних факторів, умов, традицій, культури народу певної країни, окремо-го регіону, місцевості, а також шляхом застосування активних, ефективніших методів організації торгівлі. 
Адаптація товарів проводять такими методами:
- пристосування на локальних ринках за допомогою значних змін глобального товару;
- зміна характеристик товару для відповідності стандартам іншої держави;
- перейменування товарів для виправлення недоречних назв іншою мовою;
- локалізація інформації про товар, посібників користувача, упакування.